# 雅江棱子芹
雅江棱子芹（学名：Pleurospermum astrantioideum）为伞形科棱子芹属的植物，为中国的特有植物。分布在中国大陆的四川等地，生长于海拔4,000米至4,600米的地区，多生长于山坡草甸，目前尚未由人工引种栽培。